# Michael Brenner (Rechtswissenschaftler)
Michael Brenner (* 15. September 1960 in Schwäbisch Gmünd) ist ein deutscher Rechtswissenschaftler und Hochschullehrer.

## Leben
Nach dem Abitur 1980 in Schwäbisch Gmünd und abgeleistetem Wehrdienst folgte von 1981 bis zum Ersten Juristischen Staatsexamen 1986 ein Studium der Rechtswissenschaften an der Ludwig-Maximilians-Universität München und als Stipendiat des Deutschen Akademischen Austauschdienstes an der Universität Genf. 1990 wurde Brenner bei Hans-Jürgen Papier an der Universität Bielefeld mit der Arbeit Bundesnachrichtendienst im Rechtsstaat – Zwischen geheimdienstlicher Effizienz und rechtsstaatlicher Kontrolle zum Dr. jur. promoviert. Anschließend nahm er eine Stellung als Wissenschaftlicher Assistent an der Universität München bei Peter Badura an. Von 1992 bis 1994 war Brenner zudem Schriftleiter der Zeitschrift Archiv des öffentlichen Rechts. Die Habilitation mit der Arbeit Die rechtlichen Rahmenbedingungen des Gestaltungsauftrages der Verwaltung in der Europäischen Union erfolgte 1994 ebenfalls an der Universität München.
Anschließend folgte Brenner einem Ruf an die Friedrich-Schiller-Universität Jena, an der er nach einer Lehrstuhlvertretung 1995 zum ordentlichen Universitätsprofessor ernannt wurde. Dort hat er den Lehrstuhl für Deutsches und Europäisches Verfassungs- und Verwaltungsrecht inne. 2007 war Brenner Gastprofessor an der School of Law der Katholischen Fu-Jen-Universität in Taipei.
Er übt zahlreiche öffentliche Ämter aus; so war er Mitglied (Beisitzer) für die CDU des Bundeswahlausschusses für die Wahl zum 18. (2013), 19. (2017), 20. (2021) und   21. (2025) Deutschen Bundestag gewesen, ebenso war er Mitglied des Bundeswahlausschusses für die Wahl zum Europäischen Parlament (2014); seit 2012 Mitglied des Beirats zur Entwicklung eines Standardnutzen-Modells zur systematischen Schätzung des Nutzens von Gesetzen und Regelungen.

## Forschungsschwerpunkte
Zu den Schwerpunkten Brenners gehören das deutsche Staats- und Verfassungsrecht, Europarecht und das Baurecht. Außerdem beschäftigt er sich mit dem Solidarischen Bürgergeld und der Parteigerichtsbarkeit.

## Publikationen

### Herausgeberschaft (Auswahl)
Brenner ist Mitherausgeber der Schriftenreihe Jenaer Schriften zum Recht sowie der Zeitschrift Landes- und Kommunalverwaltung und außerdem Mitglied des Beirats der Zeitschrift Deutsches Autorecht.
- mit Klaus Hinkel, Jörg Hopfe, Holger Poppenhäger, Klaus von der Weiden (Hrsg.): Die Verfassung des Freistaats Thüringen. Handkommentar, 2. Aufl., Nomos, Baden-Baden 2023, ISBN 978-3-7560-0075-3.
- Landesrecht Thüringen. Textsammlung. Baden-Baden 13. Aufl. 2009–16. Aufl. 2013: Nomos. ISBN 978-3-8487-0255-8
- Der Staat des Grundgesetzes – Kontinuität und Wandel: Festschrift für Peter Badura zum siebzigsten Geburtstag.  Tübingen 2004: Mohr Siebeck. ISBN 3-16-148253-0

### Monographien (Auswahl)
- mit Dennis Seifarth und Ulrike Hennig: Solidarisches Bürgergeld und Grundgesetz. Baden-Baden 2011: Nomos. ISBN 978-3-8329-6728-4
- Gesetzmäßigkeitsprinzip und Reformfrage im Straßenausbaubeitragsrecht. Baden-Baden 2010: Nomos. ISBN 978-3-8329-5702-5
- Öffentliches Baurecht. Heidelberg 1. Aufl. 2002–3. Aufl. 2009: Müller. ISBN 978-3-8114-3637-4
- Reichweite und Grenzen des parlamentarischen Fragerechts Baden-Baden 2009: Nomos. ISBN 978-3-8329-4026-3
- Die Einwirkungen des europäischen Gemeinschaftsrechts auf das Versicherungsrecht. Aachen 2004: Shaker. ISBN 3-8322-2933-7
- Der Gestaltungsauftrag der Verwaltung in der Europäischen Union. Tübingen 1996: Mohr Siebeck. ISBN 3-16-146552-0
- Bundesnachrichtendienst im Rechtsstaat: zwischen geheimdienstlicher Effizienz und rechtsstaatlicher Kontrolle. Baden-Baden 1990: Nomos. ISBN 3-7890-2157-1

## Fernsehauftritte (Auswahl)
- Auftritt zum Thema Schulrecht in der ZDF-Sendung Wie würden Sie entscheiden? aus dem Jahr 1997 (Minute 32.30)
- Beitrag des Fernsehsenders Phoenix, nachdem das Bundesverfassungsgerichts am 25. März 2014 seine Entscheidung zum ZDF-Staatsvertrag[4] verkündet hatte (Abruf am 29. Dezember 2015)

## Gutachten (Auswahl)
- Hundertdreißigseitiges Rechtsgutachten zur Weiterentwicklung des Straßenausbaubeitragsrechts im Freistaat Thüringen, erstellt im Auftrag des Thüringer Innenministeriums (2009)
- Sogenanntes Blockupy-Gutachten im Auftrag des hessischen Innenministeriums[5]
- Rechtsgutachten zur Enteignung von Schloss Reinhardsbrunn, erstellt im Auftrag der Thüringer Landesregierung (CDU)[6]
- Rechtsgutachten zu der Frage, wie die Stimmen bei der Wahl des Thüringer Ministerpräsidenten zu zählen sind[7]
- Gutachten zur Verfassungsmäßigkeit des Jagd- und Wildtiermanagementgesetzes in Baden-Württemberg (JWMG)[8]